# Andrea Cordero Lanza di Montezemolo
Andrea Cordero Lanza di Montezemolo (Turijn, 27 augustus 1925 – Rome, 19 november 2017) was een Italiaans geestelijke en een kardinaal van de Rooms-Katholieke Kerk.

## Loopbaan
Cordero Lanza di Montezemolo, afkomstig uit een adellijke familie, diende tijdens de Tweede Wereldoorlog in het Italiaanse leger. Na de oorlog studeerde hij bouwkunde aan de Universiteit van Turijn. Na zijn afstuderen werkte hij enige jaren als architect. Toen kreeg hij een roeping. Hij studeerde vervolgens aan de Pauselijke Gregoriaanse Universiteit, waar hij graden behaalde in de theologie en de wijsbegeerte. Hierna volgde hij de Pauselijke Ecclesiastische Academie, de diplomatenopleiding van de Heilige Stoel, terwijl hij onderwijl promoveerde in het canoniek recht aan de Pauselijke Lateraanse Universiteit. Hij werd op 13 maart 1954 priester gewijd.
Hierna werkte Cordero Lanza di Montezemolo enige tijd als kapelaan bij de Universiteit van Rome. In 1960 trad hij in dienst bij de Romeinse Curie. Hij werkte op de apostolische delegatie in Mexico (1960-1964) en op de internuntiatuur in Japan (1964-1966). Vervolgens was hij secretaris op de nuntiatuur in Kenia. Hij werkte hierna van 1968 tot 1972 als medewerker van de Raad voor de Publieke Aangelegenheden van de Kerk. In 1974 werd hij ondersecretaris van de Pauselijke Raad voor Gerechtigheid en Vrede, van welke raad hij in 1976 de secretaris werd.
In 1977 werd Cordero Lanza di Montezemolo benoemd tot apostolisch pronuntius voor Papoea-Nieuw-Guinea en apostolisch gedelegeerde voor de Salomonseilanden, en tot titulair aartsbisschop van Pandosia; zijn bisschopswijding vond plaats op 4 juni 1977. In 1980 volgde zijn benoeming tot nuntius voor Nicaragua en voor Honduras. Vanaf 1986 vervulde hij dezelfde functie in Uruguay. In 1990 werd hij benoemd tot apostolisch gedelegeerde voor Jeruzalem en Palestina en tot apostolisch pronuntius voor Cyprus.
In 1991 werd Cordero Lanza di Montezemolo benoemd tot titulair aartsbisschop van Tuscania. Toen in 1994 de apostolische delegatie voor Jeruzalem en Palestina werd omgezet in een nuntiaat, werd hij benoemd als eerste nuntius in deze functie. In 1998 volgde zijn benoeming tot nuntius voor Italië en voor San Marino.
Op 17 april 2001 ging Cordero Lanza di Montezemolo met emeritaat.
In 2005 ontwierp Cordero Lanza di Montezemolo het wapen van paus Benedictus XVI. Hij werd op 31 mei 2005 benoemd tot aartspriester van de basiliek Sint-Paulus buiten de Muren, een functie die hij bekleedde tot 3 juli 2009.
Cordero Lanza di Montezemolo werd tijdens het consistorie van 24 maart 2006 kardinaal gecreëerd. Hij kreeg de rang van kardinaal-diaken. Zijn titeldiakonie werd de Santa Maria in Portico. Op 20 juni 2016 werd hij bevorderd tot kardinaal-priester. Zijn titeldiakonie werd pro hac vice zijn titelkerk.
Cordero Lanza di Montezemolo overleed in 2017 op 92-jarige leeftijd.

## Privéleven
Andrea Cordero Lanza di Montezemolo was familie van de Italiaanse zakenman Luca di Montezemolo.
- Bibliothèque nationale de France: cb16933526z (data)
- Gemeinsame Normdatei: 142779687
- International Standard Name Identifier: 0000 0001 0655 4547
- Istituto Centrale per il Catalogo Unico: UMCV308943
- Virtual International Authority File: 88763110
- WorldCat: E39PBJw4HcRhwVrjgpv7MFt3Qq